# مرواس

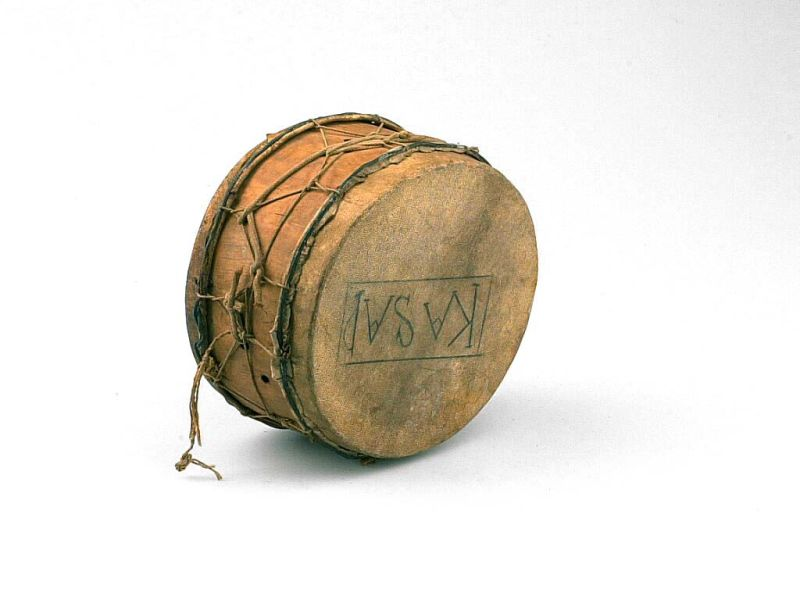
مرواس

- المرواس هو آلة ايقاعية صغيرة الحجم تتكون من اسطوانة خشبية مجوفة قطرها 15 سم وطولها 15سم أيضا يشد عليها من الناحيتين قطعتين جلديتين يطلق عليها(الرقمة) ويتم الشد بواسطة خيوط سميكه.[1]
- أصل المرواس من الهند ويستخدم أيضا في عدن وجنوب الجزيرة العربية لذا يحتمل أن يكون الكويتيين قد جلبوه من الهند أو اليمن خلال رحلاتهم التجارية في القرن التاسع عشر.
- بعد أن تم استيراده من الهند وصل إلى المملكة العربية السعودية وخصوصا مدينة الاحساء ولقد اشتهروا بالعزف عليها ومن ثم انتشرت إلى دول الخليج العربي.
- يستعمل المرواس في الكويت والبحرين وقطر كآلة إيقاعية لفن الصوت فقط بأنواعه العربي والشامي والخيالي.
- ويقول الباحثون والمؤرخون الموسيقيون أن فن الصوت كان يعتمد في ايقاعه على نقرات ريشة العازف على العود التي كانت رتيبة خالية من الابداع لتقيدها بالزمن الإيقاعي للصوت إلى أن تم جلب آلة المرواس بواسطة الفنان الكويتي عبد الله الفرج وأضافه إلى ايقاع الصوت فأفسح مجالا للعازف أن يبرز مهاراته في العزف والغناء.
- وفي جلسات السمر (السمرات) يكون هناك عدد كبير من العازفين على المراويس يتراوح بين 3 إلى 6 عازفين، ويكثر استخدام الحليات والتداخلات الايقاعية أو مايطلق عليه (التكسر) أما في التسجيلات فيفضل الكثير من المطربين الاكتفاء بمرواس واحد فقط للحفاظ على صفاء ونقاوة التسجيل.